# Angry Birds 2 (film)
Angry Birds Film 2 – fińsko-amerykański film animowany z 2019 roku, kontynuacja filmu Angry Birds.

## Fabuła
Nadciąga nowa przygoda: Leonard, król świń planuje zemstę na ptakach, po tym jak zniszczyli całe Świńskie Miasto i uratowali swoje jajka. W tym czasie na ptasią wyspę nadlatuje lodowata kula, którą wysłał tajemniczy fioletowy ptak Zeta, mieszkający na śnieżnej i lodowej wyspie ze złymi planami. Gdy król świń, Leonard, zauważy kule, informuje o niej ptaki. Wkrótce muszą obie strony ze sobą pracować, by pokonać lodową wyspę.

## Obsada
- Jason Sudeikis jako Czerwony
- Josh Gad jako Chuck
- Danny McBride jako Bomba
- Anthony Padilla jako Hal
- Peter Dinklage jako Mocarny Orzeł
- Pete Davidson jako Jerry Orzeł
- Zach Woods jako Carl Orzeł
- Bill Hader jako Król Leonard
- Sterling K. Brown jako Garry Pig
- Leslie Jones jako Zeta
- Awkwafina jako Courtney
- Rachel Bloom jako Srebrna
- Brooklynn Prince jako Zoe
- Beck Bennett jako Brad
- Eugenio Derbez jako Glenn
- Dove Cameron jako Ella
- Lil Rel Howery jako Alex
- JoJo Siwa jako Jay